# Salvinia magdalenensis
Salvinia magdalenensis es una especie extinta de plantas, que pertenece al género Salvinia. S. magdalenensis tiene un rango de tamaño más pequeño que cualquier otra especie existente o fósil (3–7 mm × 4.5–10 mm) y tiene estructuras redondeadas de las que carecen todas las especies existentes. Entre los caracteres vegetativos de S. magdalenensis que difieren de los de las especies existentes se encuentran la forma de la areola (hexagonal) y el tamaño. S. magdalenensis se parece a Salvinia sprucei porque también tiene un patrón de zigzag en la vena primaria, pero puede distinguirse de S. sprucei porque esta última tiene areolas con forma cuadrangular a hexagonal y su anchura varía, aumentando hacia la vena primaria.

## Etimología
El epíteto específico, magdalenensis, se refiere al río Magdalena.

## Distribución
La localidad tipo de Salvinia magdalenensis es la Formación Palermo del Eoceno tardío (?) de Huila, Colombia.

## Paleoclima y ambiente
Salvinia magdalenensis vivía en un piedemonte donde abanicos fluviales de gran energía y con granos gruesos drenaban las tierras altas de la cordillera Central. Estos abanicos podrían haber albergado estanques de grano fino, de poca energía y de corta duración donde Salvinia podría florecer.
- Datos: Q64875881

1. 1 2 3  Pérez-Consuegra, Nicolás; Cuervo-Gómez, Aura; Martínez, Camila; Montes, Camilo; Herrera, Fabiany; Madriñán, Santiago; Jaramillo, Carlos (2017-11). «Paleogene Salvinia (Salviniaceae) from Colombia and their paleobiogeographic implications». Review of Palaeobotany and Palynology (en inglés) 246: 85-108. doi:10.1016/j.revpalbo.2017.06.003. Consultado el 29 de junio de 2019.